# Bendunganjati
Bendunganjati is een bestuurslaag in het regentschap Mojokerto van de provincie Oost-Java, Indonesië. Bendunganjati telt 2783 inwoners (volkstelling 2010).